# رجال مجهولون
رجال مجهولون (بالإنجليزية: Nameless Men)‏ هو فيلم أبيض وأسود درامي أمريكي صامت إنتاج عام 1928 أخرجته كريستي كابان وبطولة كلير وندسور وأنطونيو مورينو وإدي جريبون. تدور أحداث الفيلم حول المحقق يقضي "عقوبة السجن" لمدة 6 أشهر حتى يكتسب ثقة لص شارك في عملية سطو.

## ملخص الفيلم
يذهب المحقق روبرت سترونغ إلى السجن متخفيًا ليكتسب ثقة هيو كاميرون الشاب الذي كان جزءًا من عصابة ارتكبت عملية سطو، من أجل معرفة مكان إخفاء الأموال. يقضي هيو الأشهر القليلة الأخيرة من فترة حبسه التي استمرت عامين، ويعترف لروبرت باسم شريكه المدعو بلاكي الذي لم يتم القبض عليه ، ويرتب لمقابلة روبرت به في فندق معين عند إطلاق سراحه.
لكن شيء ما في أسلوبه يجعل بلاكي وهيو يشتبهان في روبرت ، لكن الأمور تأخذ منعطفًا معقدًا عندما يقع سترونغ في حب أخت هيو . يقوم المحتالان بربط سترونج وماري ويذهبان للمطالبة بالمال ، المختبئين في أرضية مبنى أحد البنوك. يعود بلاكي لاختطاف ماري، بعد أن قام بخيانة هيو؛ لكن روبرت يهرب ويطلق النار على بلاكي هو على قاربه، ويستعيد ماري وينتهي كل شيء بسعادة.

## فريق التمثيل
- كلير وندسور في دور ماري
- أنطونيو مورينو في دور روبرت سترونج
- إيدي غريبون في دور بلاكي
- راي هالور في دور هيو
- تشارلز كلاري في دور ماك
- كارولين سنودن في دور خادمة
- سالي راند
- ستيبين فيتشيت

## روابط خارجية
- رجال مجهولون  في قاعدة بيانات الأفلام على الإنترنت (بالإنجليزية)